# إيرل وينسور
إيرل وينسور هو عسكري كندي، ولد في 1918، وتوفي في 10 أبريل 1989.